# جيمس كليفورد
جيمس كليفورد (بالإنجليزية: James Clifford)‏ هو عالم إنسان ومؤرخ أمريكي، ولد في 26 يونيو 1945.